# Бочкарёв, Аркадий Андреевич
Арка́дий Андре́евич Бочкарёв (24 февраля 1931, Москва, РСФСР, СССР — 29 марта 1988) — советский баскетболист, серебряный призёр Олимпийских игр. Мастер спорта СССР (1955). Заслуженный мастер спорта СССР (1960).

## Биография
На Олимпиаде 1956 года в составе сборной СССР сыграл 8 матчей и стал обладателем серебряной медали.
Победитель Спартакиад 1959 и 1963 года в составе сборной Москвы.
Семикратный чемпион СССР с сезона 1958/59 по 1964/65, обладатель Кубка чемпионов 1960/61 и 1962/63.
Скончался 29 марта 1988 года. Похоронен на Ваганьковском кладбище в Москве.

## Личная жизнь
Первая жена — журналистка Зинаида Михайловна — дочь Марии Андреевны Поповой, прототипа Анки-пулеметчицы.